# Trachyuropoda trinidadis
Trachyuropoda trinidadis es una especie de arácnido del orden Mesostigmata de la familia Trachyuropodidae. Se encuentra en Trinidad y Tobago.